# 国家发展和改革委员会国家物资储备局
国家发展和改革委员会国家物资储备局，简称国家物资储备局、国储局，是已撤销的中华人民共和国国家发展和改革委员会下属的正司局级职能机构，负责拟订国家战略物资储备的战略和规划，组织国家战略物资的收储、动用、轮换和日常管理。
国家物资储备是国家直接建立和掌握的战略后备力量，是保障国家军事安全和经济安全的重要手段。国家物资储备始建于1953年，经过几十年的发展，逐步形成了国家物资储备局、储备物资管理局（办事处）、基层单位的三级垂直管理体制，拥有较完善的储备仓库体系，储备了一定规模的国家战略储备物资，在支持国防建设、经济建设、抗灾、救灾等方面做出了积极贡献。

## 沿革
2018年3月17日第十三届全国人民代表大会第一次会议通过《第十三届全国人民代表大会第一次会议
关于国务院机构改革方案的决定》，批准《国务院机构改革方案》。方案规定：“组建国家粮食和物资储备局。将国家粮食局的职责，国家发展和改革委员会的组织实施国家战略物资收储、轮换和管理，管理国家粮食、棉花和食糖储备等职责，以及民政部、商务部、国家能源局等部门的组织实施国家战略和应急储备物资收储、轮换和日常管理职责整合，组建国家粮食和物资储备局，由国家发展和改革委员会管理。不再保留国家粮食局。”

## 主要职责
- 国家物资储备局作为国家发展和改革委员会管理的司局级机构，主要职责是：研究提出国家物资储备政策和任务的建议，负责拟订国家战略物资储备的战略和规划，起草有关法律、行政法规草案和部门规章，组织国家战略物资的收储、动用、轮换和日常管理，管理国家物资储备行政和企事业单位国有资产，领导所属物资储备管理机构。

## 机构设置

### 内设机构
国储局的内设机构有：
（一）办公室（保密办公室）
（二）政策法制处
（三）发展规划处
（四）科技教育处
（五）第一物资管理处
（六）第二物资管理处（成品油储备办公室）
（七）第三物资管理处
（八）国有资产管理处
（九）固定资产投资处
（十）财务处
（十一）人事处
（十二）安全监管处（应急管理办公室）
（十三）监察审计室（信访办公室）
（十四）直属机关党委（党委办公室）
（十五）离退休干部处

### 下属机构
- 河北物资储备管理局
- 山西物资储备管理局
- 内蒙物资储备管理局
- 辽宁物资储备管理局
- 吉林物资储备管理局
- 黑龙江物资储备管理局
- 安徽物资储备管理局
- 江西物资储备管理局
- 山东物资储备管理局
- 河南物资储备管理局
- 湖北物资储备管理局
- 湖南物资储备管理局
- 广东物资储备管理局
- 广西物资储备管理局
- 四川物资储备管理局
- 贵州物资储备管理局
- 云南物资储备管理局
- 陕西物资储备管理局
- 甘肃物资储备管理局
- 青海物资储备管理局
- 宁夏物资储备管理局
- 新疆物资储备管理局
- 国家物资储备局天津办事处
- 国家物资储备局上海办事处
- 国家物资储备局浙江办事处
- 国家物资储备局深圳办事处
- 国家物资储备局物资储备研究所

## 事件
- 2005年该局因刘其兵失误造成“國儲拋銅事件”而蒙受巨大损失。
- 2009年该局抄底买铜大赚约15亿美元。[6]